# Asplundia maximiliani
Asplundia maximiliani är en enhjärtbladig växtart som beskrevs av Gunnar Wilhelm Harling. Asplundia maximiliani ingår i släktet Asplundia och familjen Cyclanthaceae. Inga underarter finns listade.